# Lawrence (Neuseeland)
Lawrence ist ein kleiner Ort im Clutha District der Region Otago auf der Südinsel von Neuseeland.

## Geographie
Lawrence befindet sich rund 63 km westlich von Dunedin, am New Zealand State Highway 8 gelegen. Durch den Ort fließt der Tuapeka Creek, der 3 km westlich in den Tuapeka River mündet.

## Geschichte
Gründung, Aufstieg und Abstieg von Lawrence sind eng mit dem Goldrausch in Otago (1861–1863) verbunden. Nachdem am 25. Mai 1861 der australische Goldsucher Thomas Gabriel Read östlich des Tuapeka River größere Mengen Gold gefunden hatte, kamen in nur zwei Monaten über 11.000 Goldsucher in das Gebiet. Read's Fundstelle, fortan Gabriel’s Gully genannt, ließ im Jahr 1862 die Förderung von rund 200.000 Unzen Gold zu. Das Camp am Ende des Tals bekam den Namen Blue Spur.
Obwohl der Höhepunkt an Goldfunden schon überschritten war, wurde am 1. April 1863 an einer Gabelung, eine Meile südlich von Gabriel's Gully, ein Postamt eröffnet und der Ansiedlung dort offiziell der Name Tuapeka gegeben. Am 6. November 1866 wurde die Ansiedlung dann zu Ehren des britischen Generals Henry Montgomery Lawrence in Lawrence umbenannt. Die Siedlung erhielt am 20. Juli 1866 den Status einer „Stadt mit Selbstverwaltung“.
1874 begannen die Arbeiten am Lawrence Branch, den Ort mit dem Schienennetz der Main South Line verbinden sollte. 1877 wurde der Anschluss vollzogen und später zum Roxburgh Branch ausgebaut (Stilllegung 1968). Der Goldrausch hielt nicht lang an und so zogen die Massen der Goldsucher weiter. Es wurden zwar immer noch fast 28.000 Unzen Gold im Jahr gefördert, allerdings mit abnehmender Tendenz. Mit den schrumpfenden Goldfunden sank die Gegend um Lawrence wieder zurück in die Bedeutungslosigkeit, die sich auch in den rapide sinkenden Bevölkerungszahlen niederschlug. Zurück blieben ein paar hundert Einwohner und eine von tausenden von Goldsuchern umgepflügte Landschaft, die seinerzeit einer Mondlandschaft glich.

## Der Ort heute
Mit seiner geringen Einwohnerzahl lebt der Ort heute im Wesentlichen vom Durchgangstourismus  auf der Strecke Dunedin – Queenstown und von der Landwirtschaft. Die Landschaft hat sich weitgehend regeneriert und nach Gold wird heute auch nicht mehr gesucht. Da man das Goldsuchen als touristisches Attraktion mehr der Region um Queenstown überlassen hat, bleibt für Lawrence heute nur noch die Erinnerung an bewegte Zeiten und die Hoffnung, dass mit dem 25. Mai 2011 und der damit verbundenen 150-Jahrs-Feier alter Glanz den Ort wiederbelebt.
Neben geschichtsträchtigem Boden ist in Lawrence unter anderem das Anthem House zu besichtigen. John Joseph Woods (1849–1934) lebte in diesem Haus und komponierte dort 1876 die Melodie zur neuseeländischen Nationalhymne God Defend New Zealand.

## Bevölkerung
Zum Zensus des Jahres 2013 zählte der Ort 414 Einwohner, 4,2 % weniger als zur Volkszählung im Jahr 2006.

## Persönlichkeiten
- Elsie Mary Griffin (1884–1968), Lehrerin in Botanik, Frauenrechtlerin und nationale Generalsekretärin des Y.W.C.A. in Australien und Neuseeland